# Strada delle 52 gallerie
La Strada delle 52 gallerie (Route aux 52 tunnels) ou Strada delle Prima Armata (Route de la Première Armée) est un chemin muletier militaire italien construit, entre février et novembre 1917, pendant la Première Guerre mondiale, dans le massif du Pasubio en Italie (Vénétie, Valli del Pasubio).

## Construction
C'est le capitaine du génie Leopoldo Motti qui a déterminé le parcours du chemin. Il joint Bocchetta Campiglia (it) (1 216 m) au col de Pasubio (it) (1 934 m), en traversant le versant sud de la montagne. 
Confiés à la 33e compagnie du 5e régiment du génie militaire italien, les travaux ont débuté le 6 février 1917 et se sont achevés en novembre 1917. Le lieutenant Giuseppe Zappa (qui a laissé son nom au premier tunnel), puis le capitaine Corrado Picone, ont dirigé le chantier. Jusqu'à six cents hommes ont été engagés, aidés par une quarantaine de marteaux perforateurs.
Une largeur minimale de 2,2 m était initialement prévue dans les tunnels, avec un rayon extérieur des courbes d'au moins 3 m, afin de permettre le passage simultané de deux mules bâtées .
Pour gagner de l'altitude, le 19e tunnel, le plus long, présente un passage en spirale avec quatre boucles à l'intérieur d'une tour de pierre ; le 20e, également creusé à l'intérieur d'une tour rocheuse, tourne aussi en hélice (d'où son surnom de tire-bouchon). Deux autres tunnels comportent également une boucle.

## Configuration
Long de 6,55 km, le chemin stratégique compte 52 tunnels, de longueur comprise entre 8 m et 318 m,  cumulant 2,33 km. Le dénivelé total est de 800 m.
Les tunnels sont numérotés et portent le nom d'un militaire ou d'un lieu. Depuis 1991, le numéro et le nom de chaque tunnel sont apposés à son entrée. Sur le fronton du tunnel n°1 (capitaine Giuseppe Zappa), sont écrits en latin : 1917 et "Nom perpétuel des choses difficiles".
Du refuge Papa, il est possible de descendre en empruntant, soit la strada degli Scaburri (it), soit la strada  degli Eroi (it). Sur les 2 premiers kilomètres de celle-ci (jusqu'à un tunnel dénommé général d'Havet) ont été apposées 15 plaques en l'honneur des médaillés d'or de la vaillance militaire qui ont combattu au Pasubio pendant la Grande Guerre.
| Numéro | Nom               | longueur   | Photo |
| ------ | ----------------- | ---------- | ----- |
| 1      | Cap. Zappa        | 17 mètres  |       |
| 2      | Gen. D'Havet      | 65 mètres  |       |
| 3      | Rovereto          | 14 mètres  |       |
| 4      | Battisti          | 31 mètres  |       |
| 5      | Oberdan           | 10 mètres  |       |
| 6      | Trieste           | 17 mètres  |       |
| 7      | Gen. Cascino (it) | 35 mètres  |       |
| 8      | Gen. Cantore      | 23 mètres  |       |
| 9      | Gen. Zoppi        | 78 mètres  |       |
| 10     | Sauro             | 12 mètres  |       |
| 11     | Magg. Randaccio   | 28 mètres  |       |
| 12     | Cap. Motti        | 95 mètres  |       |
| 13     | Cap. Filzi        | 27 mètres  |       |
| 14     | Cap. Melchiori    | 61 mètres  |       |
| 15     | Tortona           | 45 mètres  |       |
| 16     | Reggio Calabria   | 74 mètres  |       |
| 17     | Bergamo           | 52 mètres  |       |
| 18     | Parma             | 46 mètres  |       |
| 19     | Re                | 318 mètres |       |
| 20     | Gen. Cadorna      | 86 mètres  |       |
| 21     | Gen. Porro        | 20 mètres  |       |
| 22     | Breganze          | 8 mètres   |       |
| 23     | Gen. Capello      | 18 mètres  |       |

| Numéro | Nom                    | longueur   | Photo |
| ------ | ---------------------- | ---------- | ----- |
| 24     | Bologna                | 16 mètres  |       |
| 25     | Aquila                 | 11 mètres  |       |
| 26     | Napoli                 | 24 mètres  |       |
| 27     | Cap. Picone            | 98 mètres  |       |
| 28     | Genova                 | 14 mètres  |       |
| 29     | Spezia                 | 31 mètres  |       |
| 30     | Miss                   | 10 mètres  |       |
| 31     | Gen. Papa (it)         | 72 mètres  |       |
| 32     | Palazzolo              | 48 mètres  |       |
| 33     | 33ª minatori           | 57 mètres  |       |
| 34     | Gen. Giustetti         | 132 mètres |       |
| 35     | Trani                  | 10 mètres  |       |
| 36     | Gen. Garibaldi         | 12 mètres  |       |
| 37     | Balilla                | 26 mètres  |       |
| 38     | Torino                 | 29 mètres  |       |
| 39     | Mantova                | 53 mètres  |       |
| 40     | Trento                 | 10 mètres  |       |
| 41     | 26ª minatori           | 24 mètres  |       |
| 42     | Macerata               | 19 mètres  |       |
| 43     | Polesine               | 55 mètres  |       |
| 44     | Zappatori Liguria      | 22 mètres  |       |
| 45     | Plotone 25ª minatori   | 83 mètres  |       |
| 46     | Piceno                 | 65 mètres  |       |
| 47     | Pallanza               | 22 mètres  |       |
| 48     | Cesena                 | 14 mètres  |       |
| 49     | Soldato italiano       | 19 mètres  |       |
| 50     | Cav. Vittorio Veneto   | 27 mètres  |       |
| 51     | Plotone minatori sardo | 66 mètres  |       |
| 52     | Sardegna               | 86 mètres  |       |